# Natitingou II
Natitingou II est l'un des neuf arrondissements de la commune de Natitingou dans le département de l'Atacora au Bénin.

## Géographie
L'arrondissement de Natitingou II est situé au nord-ouest du Bénin et compte 6 villages que sont Bocoro, Boriyoure, Dassakate, Ourbonna, Ourkpargou et Santa.

## Démographie
Selon le recensement de la population de 2013 conduit par l'Institut national de la statistique et de l'analyse économique (INSAE), Natitingou II compte 11551 habitants  .

## Galerie de photos

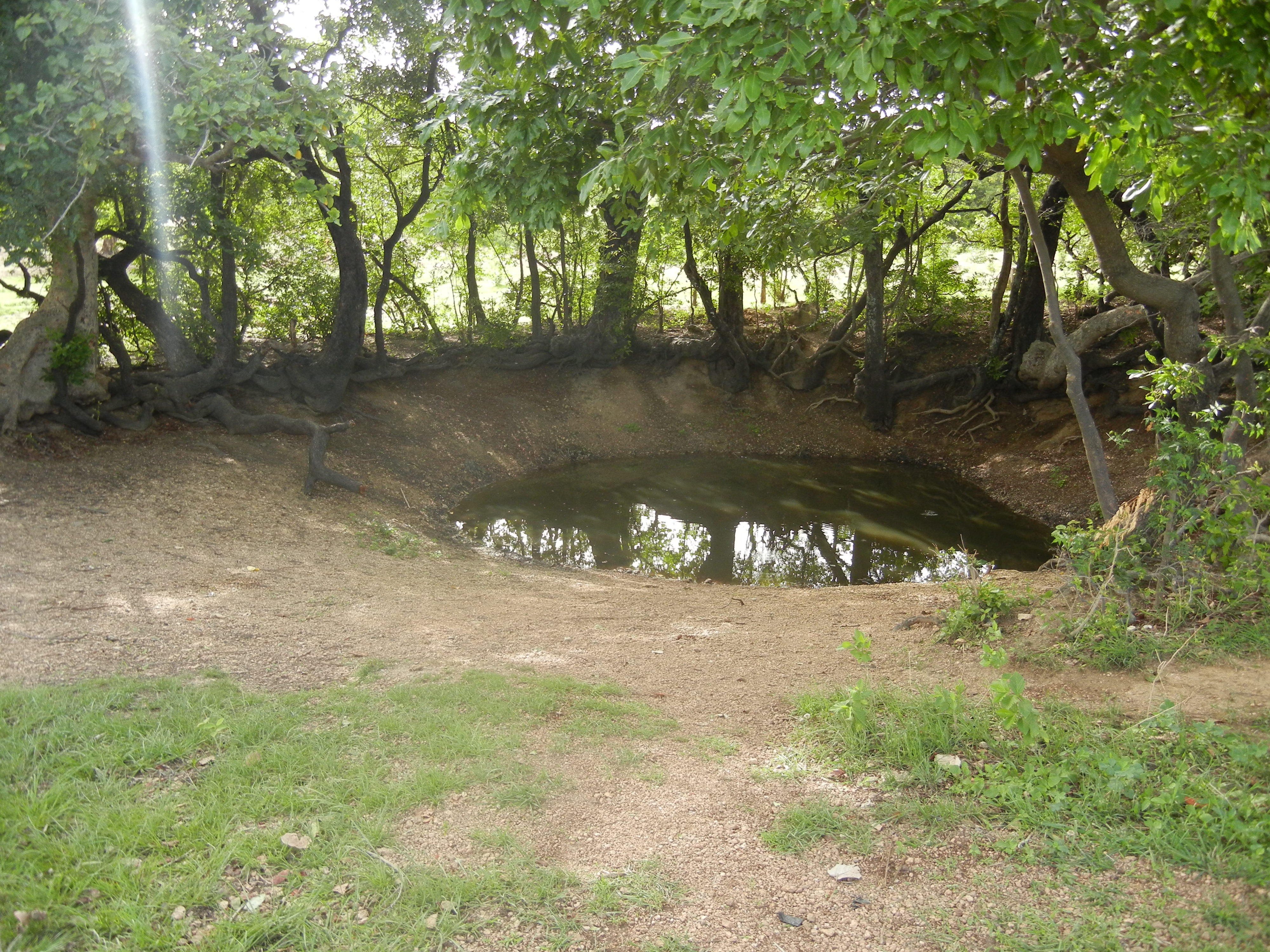
Marigot tari de Natitingou
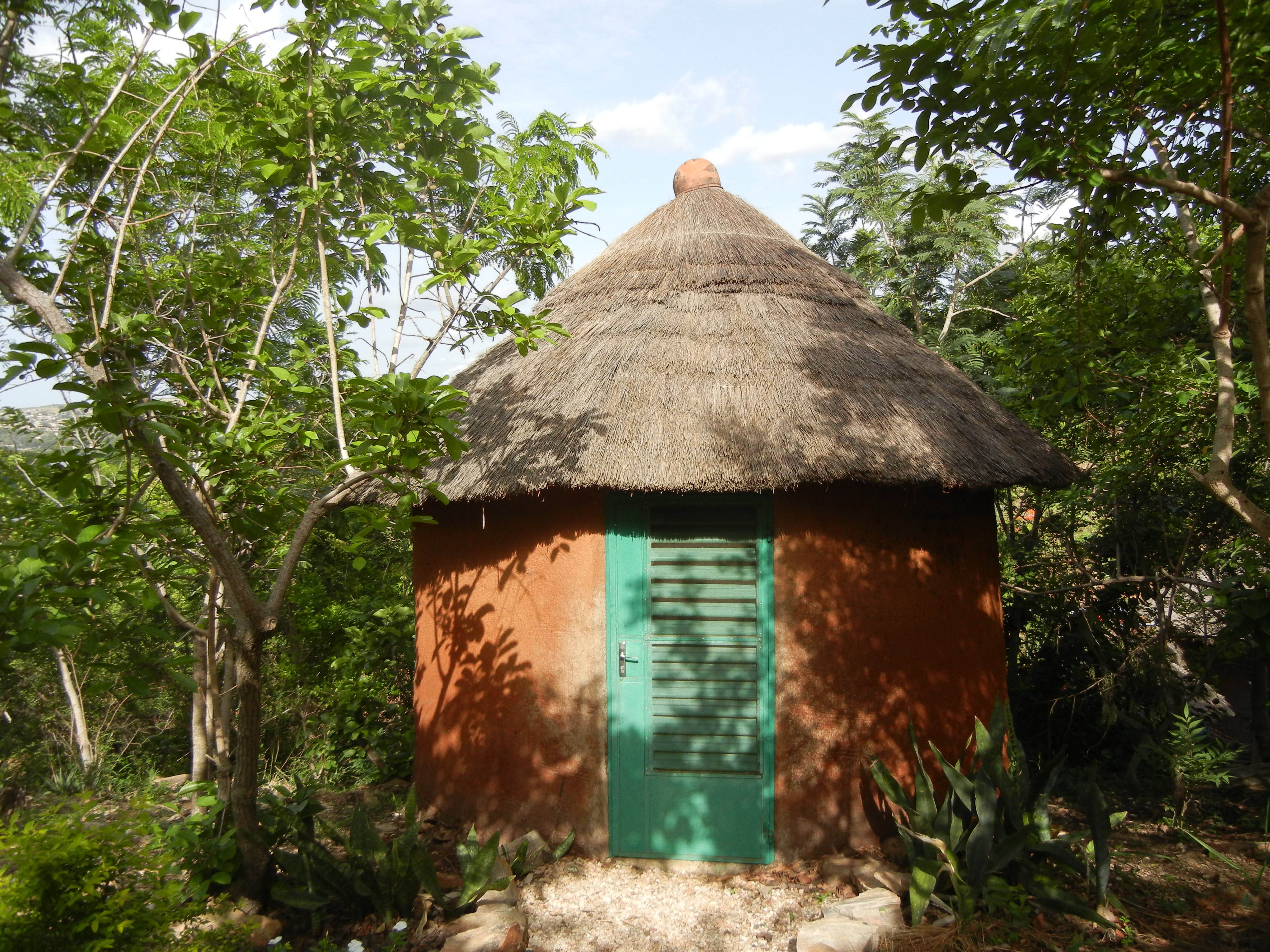
Un tata somba à Natitingou
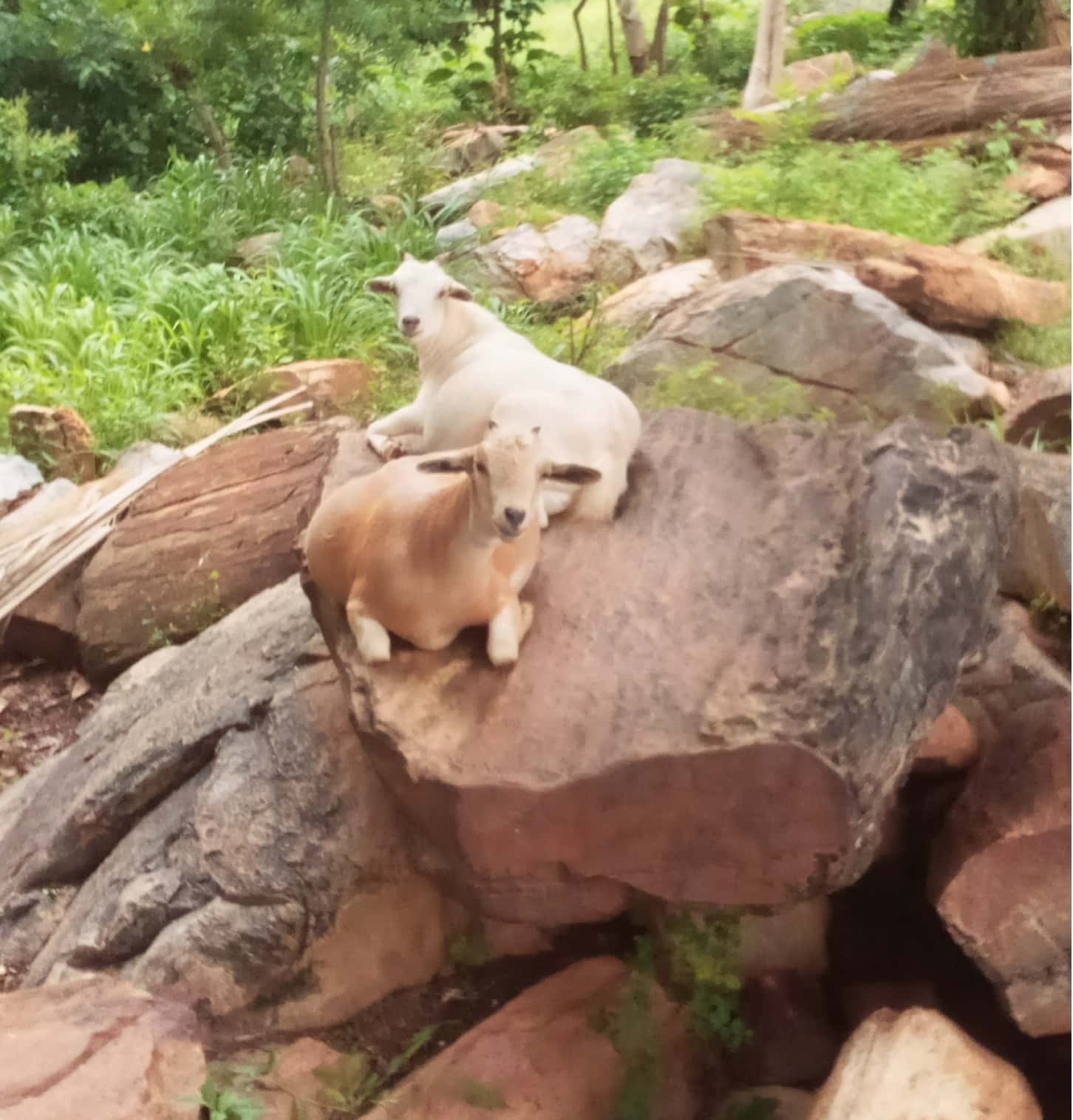
Chèvre